# Helmut Gernsheim

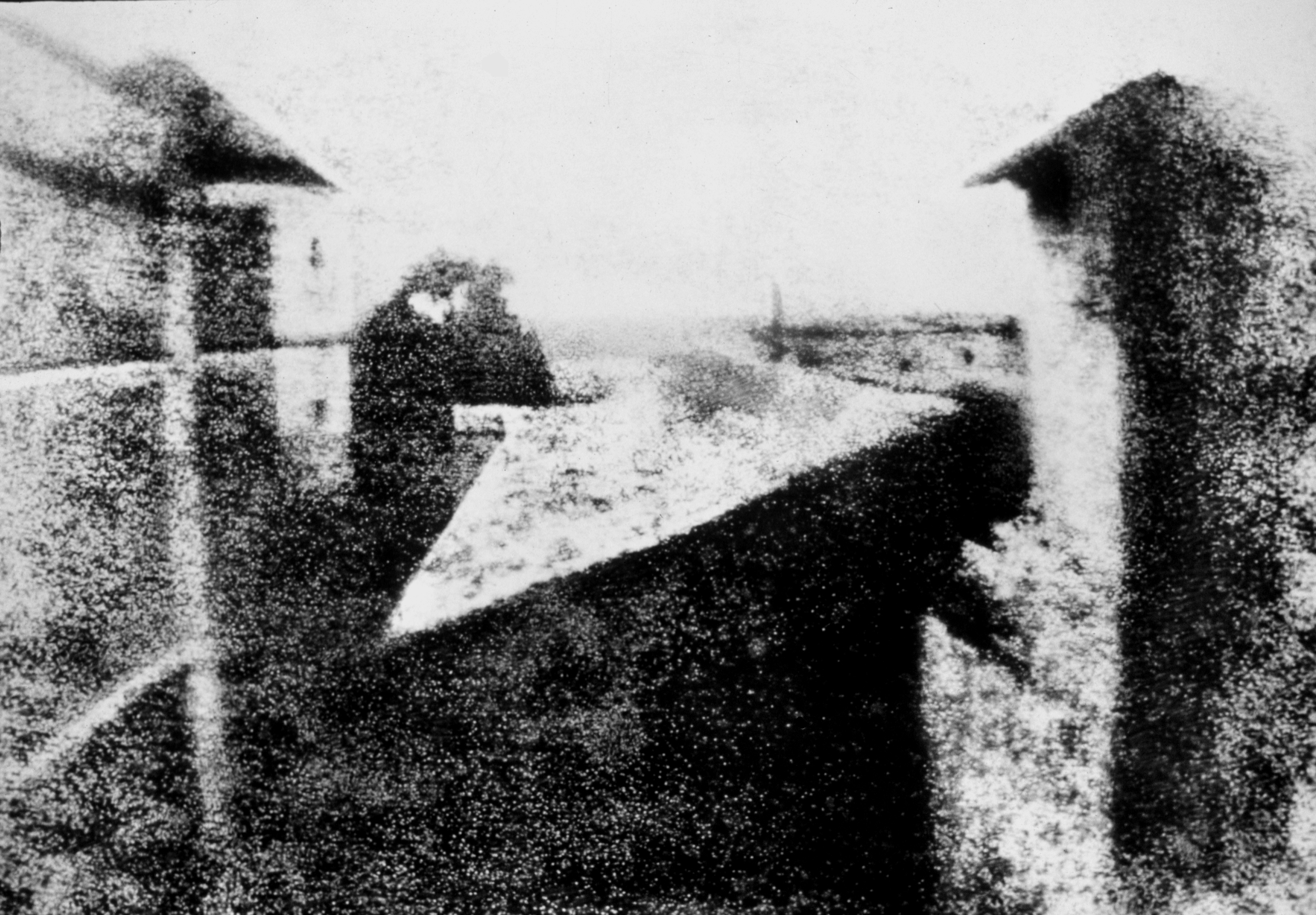
Vista dalla finestra a Le Gras, fotografia scattata all'inizio dell'autunno 1826 da Joseph Nicéphore Niépce

Helmut Erich Robert Kuno Gernsheim (Monaco di Baviera, 1º marzo 1913 – Lugano, 20 luglio 1995) è stato un fotografo, storico della fotografia e collezionista tedesco. Durante la sua vita collezionò migliaia di fotografie e di strumenti fotografici. Nel 1952 rinvenne la prima fotografia del mondo, Vista dalla finestra a Le Gras, scattata nel 1826 da Joseph Nicéphore Niépce. Lavorò a stretto contatto con la sua prima moglie, Alison Gernsheim.

## Biografia
Nel 1933 Gernsheim iniziò a studiare storia all’Università Ludwig Maximilians di Monaco. Ma poiché venne perseguitato dai nazisti all'interno della stessa università, rimproverandogli di far parte di una famiglia ebrea, dovette abbandonare gli studi nello stesso 1933. Dal 1934 al 1936 ricevette una formazione fotografica all'accademia Bayerischen Staatslehranstalt für Lichtbildwesen. Nel 1937 furono esposte delle fotografie di Gernsheim alla mostra internazionale di fotografia a Parigi, alla quale però gli fu negata la possibilità di partecipare. Quando il suo datore di lavoro lo mandò alla Tate Gallery di Londra, lui colse l’occasione per rimanere lì, dove passò quasi metà della sua vita. Poco tempo dopo, poté presentare i suoi lavori pubblicamente nel quartiere londinese di Mayfair.
Nel 1942 sposò Alison Eames. Durante la Seconda guerra mondiale fotografò importanti edifici per il Warburg Institute così come per commissione del National Buildings Record, a cui seguirono mostre al Courtauld Institute of Art e al Churchill Club. Nel 1946 ottenne la cittadinanza britannica. Dopo la fine della guerra cominciò a collezionare fotografie sotto suggerimento di Beaumont Newhall (Lynn, Massachusetts, 22 Giugno 1908 – Santa Fe, New Mexico, 26 Febbraio 1993, autore, fotografo, storico della fotografia e dell’arte e curatore americano). La sua fu la raccolta di fotografie, quadri e apparecchiature più grande del mondo. Pubblicò numerosi libri e articoli ed espose più volte le sue fotografie. Nel 1963 cedette la sua collezione al Harry Ransom Humanities Research Center dell’Università del Texas ad Austin. La coeva parte del fotoarchivio fu gestita fino al 2002 dal Forum Internationale Photographie del Reiss-Engelhorn-Museen a Mannheim. Gernsheim si stabilì nel 1964 a Lugano. Sua moglie Alison morì nel 1969. Con la sua seconda moglie Irène lavorò e visse fino alla sua morte, dedicandosi alla sua seconda collezione “Contemporary Collection of Photography”.

## Riconoscimenti
- 1959: Kulturpreis der Deutschen Gesellschaft für Photographie DGPh (primo vincitore con Robert Janker)
- 1983: David-Octavius-Hill-Medaille der Gesellschaft deutscher Lichtbildner GDL

## Esposizioni
- 2012/2013 Mannheim, Reiss-Engelhorn-Museen (rem), al Museo dell'armeria C5, 4. OG Forum Internationale Photographie (FIP): Die Geburtsstunde der Fotografie. Meilensteine der Gernsheim-Collection.[1]

## Scritti
- Julia Margaret Cameron; her life and photographic work. Londra 1948. Sulla fotografa del 19º secolo. Julia Margaret Cameron. Numerose edizioni.
- Lewis Caroll - Photographer. New York 1949
- Mit Alison Gernsheim: The History of Photography. From the Earliest Use of the Camera Obscura in the Eleventh Century Up to 1914, Londra, New York, Toronto 1955. Edizioni ampliate 1969 e 1985.
- Helmut Gernsheim, Alison Gernsheim: Daguerre. The History of the Diorama and the Daguerreotype. Londra, New York 1956. (Sul pioniere della fotografia Louis Daguerre).
- Helmut Gernsheim: The 150th Anniversary of Photography. In: History of Photography 1 (1977), S. 3–8.
- Helmut Gernsheim: Geschichte der Photographie. Die ersten hundert Jahre, dalla traduzione inglese di Matthias Fienbork, casa editrice Propyläen: Francoforte sul Meno, Berlino, Vienna 1983 (= Propyläen-Kunstgeschichte, volume 26), ISBN 3-549-05223-5. Versione originale: The Origins of Photography. New York 1982.